# Wojskowa prokuratura garnizonowa
Wojskowa prokuratura garnizonowa – do 4 kwietnia 2016 r. wojskowa jednostka organizacyjna prokuratury (jednostka organizacyjna prokuratury w pionie wojskowym).
Wojskowe prokuratury garnizonowe tworzył i znosił minister obrony narodowej w porozumieniu z ministrem sprawiedliwości, ustalając ich siedziby i zakres terytorialny działania.
Na czele Wojskowych prokuratur garnizonowych stali Wojskowi Prokuratorzy Garnizonowi, którzy byli prokuratorami przełożonymi prokuratorów garnizonowych.
Istniało 8 wojskowych prokuratur garnizonowych:
- dla okręgu poznańskiego w:
  - Gdyni
  - Poznaniu
  - Szczecinie
  - Wrocławiu
- dla okręgu warszawskiego w:
  - Olsztynie
  - Warszawie
  - Lublinie
  - Krakowie

Z początkiem lutego 2013 zniesiono prokuratury w Bydgoszczy, Elblągu oraz Zielonej Górze.

## Linki zewnętrzne

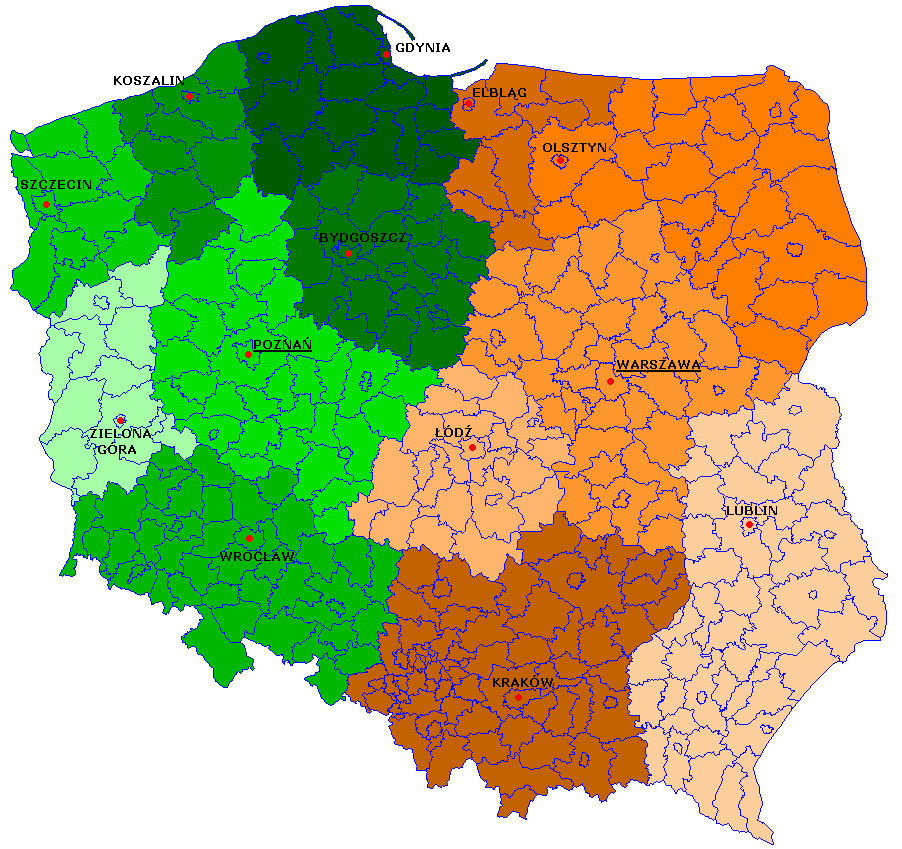
Wojskowe prokuratury garnizonowe podległe WPO w Poznaniu:
WPG w Gdyni
WPG we Wrocławiu
WPG w Szczecinie
WPG w Poznaniu
Wojskowe prokuratury garnizonowe podległe WPO w Warszawie:
WPG w Krakowie
WPG w Olsztynie
WPG w Warszawie
WPG w Lublinie